# Eupholus
Eupholus är ett släkte av skalbaggar. Eupholus ingår i familjen vivlar.

## Bildgalleri

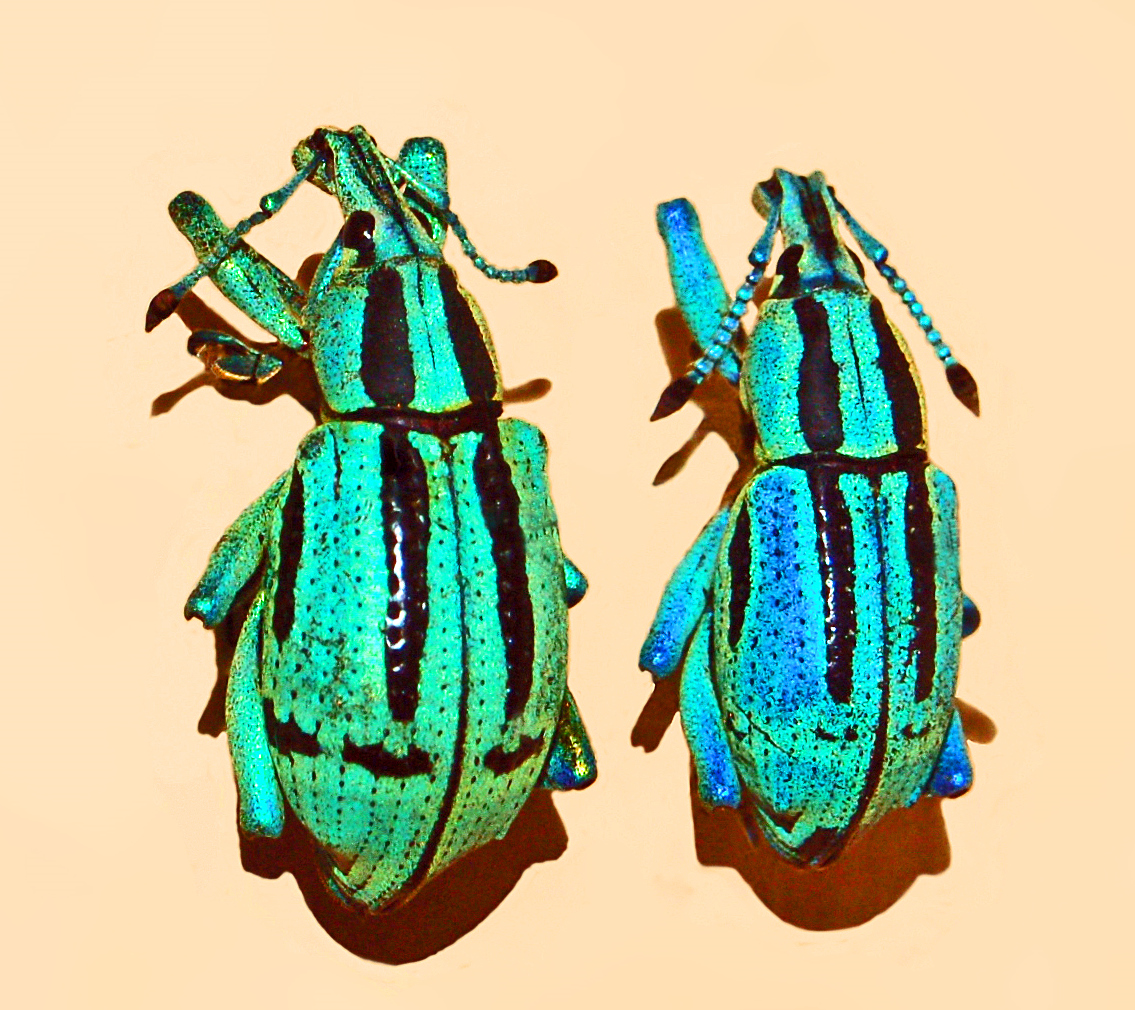
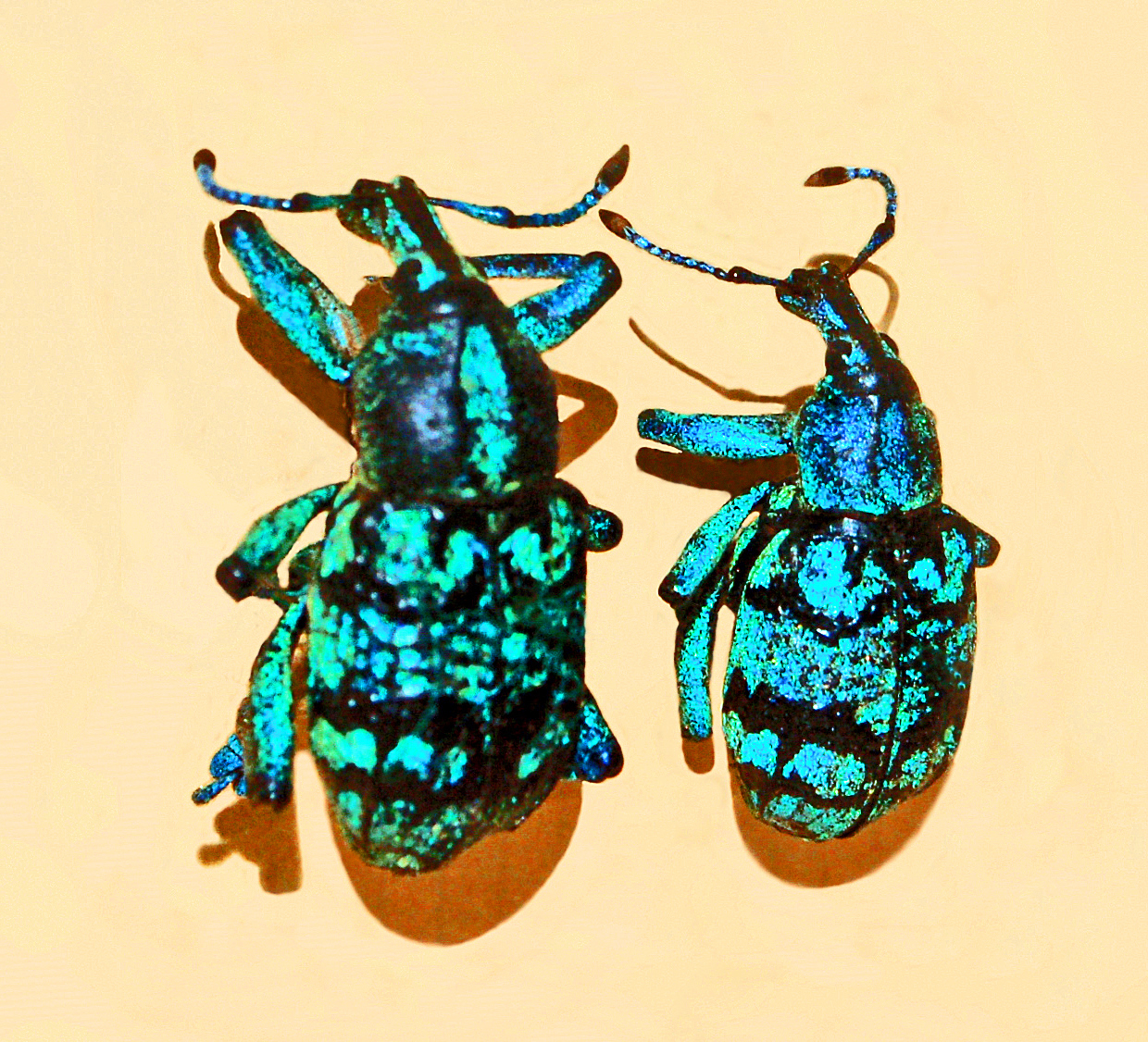
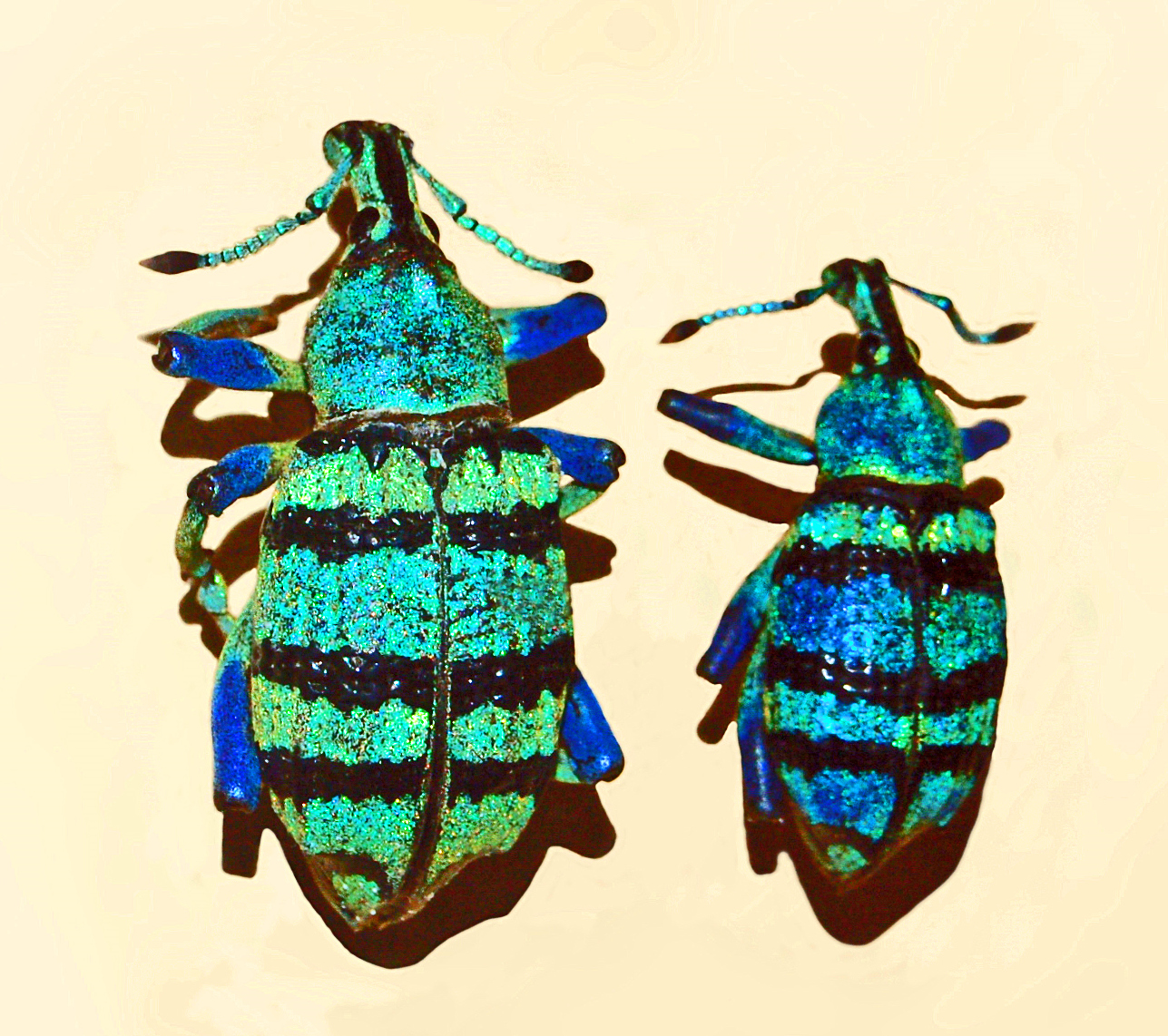

## Dottertaxa tillEupholus, i alfabetisk ordning[1]
- Eupholus admirandus
- Eupholus albofasciatus
- Eupholus alternans
- Eupholus amaliae
- Eupholus apicalis
- Eupholus arfaki
- Eupholus astrolabensis
- Eupholus azureus
- Eupholus bandanus
- Eupholus beccarii
- Eupholus benetti
- Eupholus bennigseni
- Eupholus bicolor
- Eupholus bilineellus
- Eupholus browni
- Eupholus bruijni
- Eupholus caesius
- Eupholus celebesus
- Eupholus chevrolati
- Eupholus chevrolatii
- Eupholus chrysites
- Eupholus cinnamomeus
- Eupholus compositus
- Eupholus concolor
- Eupholus cuvieri
- Eupholus cuvierii
- Eupholus cyphoides
- Eupholus desmaresti
- Eupholus fasciatus
- Eupholus geoffroyi
- Eupholus guérini
- Eupholus humeralis
- Eupholus humeridens
- Eupholus intermedius
- Eupholus jugatus
- Eupholus latreillei
- Eupholus linnei
- Eupholus loriai
- Eupholus magnificus
- Eupholus mamberamonis
- Eupholus mimikanus
- Eupholus mirabilis
- Eupholus modestus
- Eupholus nickerli
- Eupholus petitii
- Eupholus prasinus
- Eupholus quadrimaculatus
- Eupholus quinitaenia
- Eupholus quinquefasciatus
- Eupholus quintaenia
- Eupholus raffrayi
- Eupholus salawattensis
- Eupholus schoenherri
- Eupholus schoenherrii
- Eupholus schonherri
- Eupholus semicoeruleus
- Eupholus sulcicollis
- Eupholus thomsoni
- Eupholus tupinierii
- Eupholus vethi
- Eupholus vilis